# ディヤルバクル県
ディヤルバクル県（ディヤルバクルけん、トルコ語: Diyarbakır ili、ザザキ語: Suke Diyarbekır、クルド語: Parêzgeha Amedê）は、トルコ南東部、南東アナトリア地方の県。ディヤルバクル大都市自治体とは同一の範囲である。時計回りに北からエラズー、ビンギョル、ムシュ、東にバトマン、南にマルディン、シャンルウルファ、西にアドゥヤマン、マラティアと接する。
2000年からの6年間で12万人の人口が増加した。この地域の多数派民族はクルド人である。

## 自治体
この県には17の自治体がある。
- バーラル（Bağlar）
- ビスミル（Bismil）
- チェルミク（Çermik）
- チュナル（Çınar）
- チュンギュシュ（Çüngüş）
- ディジュレ（Dicle）
- エイル（Eğil）
- エルガニ（Ergani）
- ハニ（Hani）
- ハズロ（Hazro）
- カヤプナル（Kayapınar）
- コジャキョイ（Kocaköy）
- クルプ（Kulp）
- リジェ（Lice）
- スィルヴァン（Silvan）
- スル（Sur）
- イェニシェヒル（Yenişehir）